# NGC 117
NGC 117 est une galaxie lenticulaire située dans la constellation de la Baleine. NGC 117 a été découverte par l'astronome allemand Albert Marth en 1863.

## Caractéristiques
Sa vitesse par rapport au fond diffus cosmologique est de 5 013 ± 47 km/s, ce qui correspond à une distance de Hubble de 73,9 ± 5,2 Mpc (∼241 millions d'al).